# Ceylonblåskata
Ceylonblåskata (Urocissa ornata) är en hotad kråkfågel som enbart förekommer på Sri Lanka.

## Utseende och läten
Ceylonblåskatan är en 42–47 cm lång och tydligt tecknad blå och kastanjebrun skata. Den har röd näbb och ögonring samt röda ben. Kroppen är blå med en lång, blå stjärt med vit spets, medan den är kastanjebrun på huvud, bröst och vingpennor. Bland de varierade lätena hörs ett vittljudande "chink-chink", ett raspigt "crakrakrakrak" och ett högljutt "whee-whee".

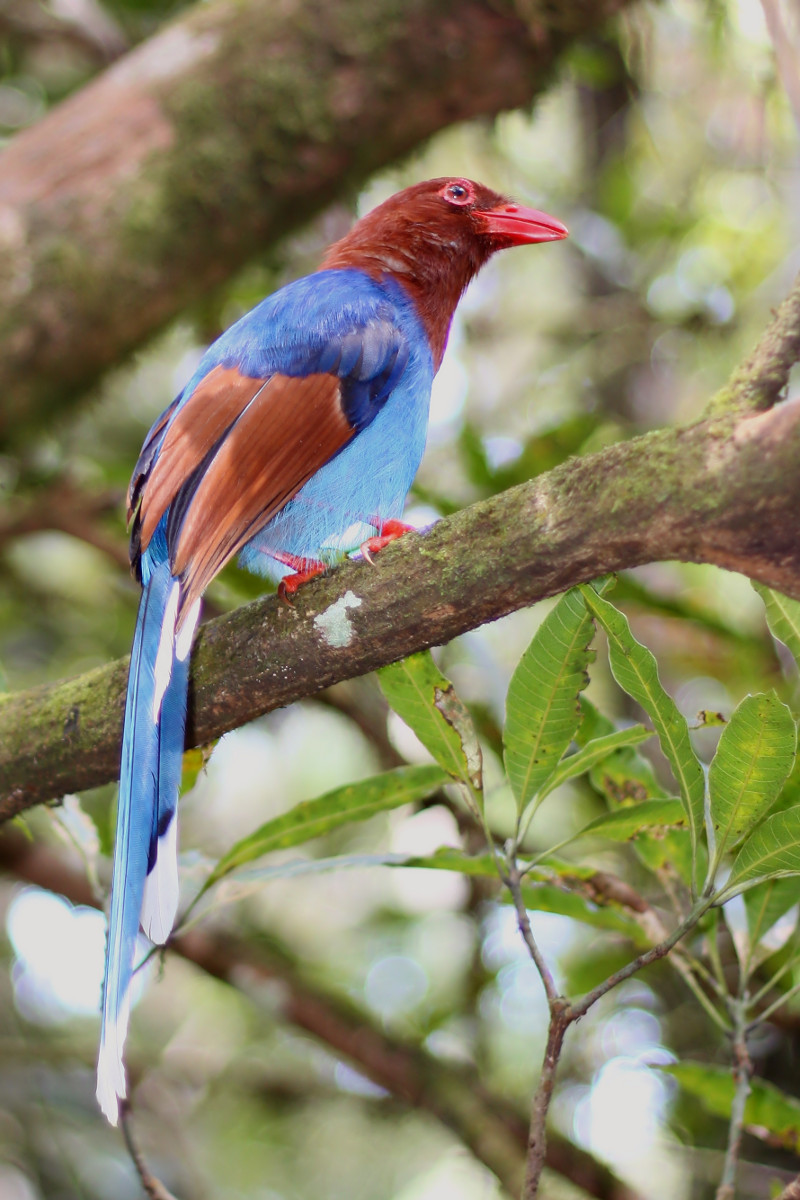

## Utbredning och status
Fågeln förekommer endast i täta vintergröna bergsskogar i Sri Lanka. Den behandlas som monotypisk, det vill säga att den inte delas in i några underarter.

## Levnadssätt
Fågeln hittas i högväxt ostörd urskog i lägre bergstrakter och intilliggande lägre områden, från 2135 till under 150 meters höjd. Den har även tillfälligtvis rapporterats från områden påverkade av människan. Födan består mestadels av smådjur som syrsor, skalbaggar, fjärilslarver, trädlevande grodor och småödlofr. Den kan också ta frukt och bär, exempelvis från ’’Freycinetia. Arten häckar från mitten av januari till slutet av mars. Boet av kvistar placeras fem till 13 meter ovan mark i ett träd. Däri lägger den tre till fem ägg. Ceylonblåskatan boparasiteras av asiatisk koel.

## Status och hot
Ceylonblåskatan är ett litet och krympande utbredningsområde som dessutom är fragmenterat till följd av skogsavverkning. Den tros dessutom minska i antal. Internationella naturvårdsunionen IUCN kategoriserar därför arten som sårbar. Världspopulationen uppskattas till mellan 9 000 och 19 500 häckande individer.

## I kulturen
Fågeln finns på tiocentsfrimärken från Sri Lanka